# Jan Staniszewski

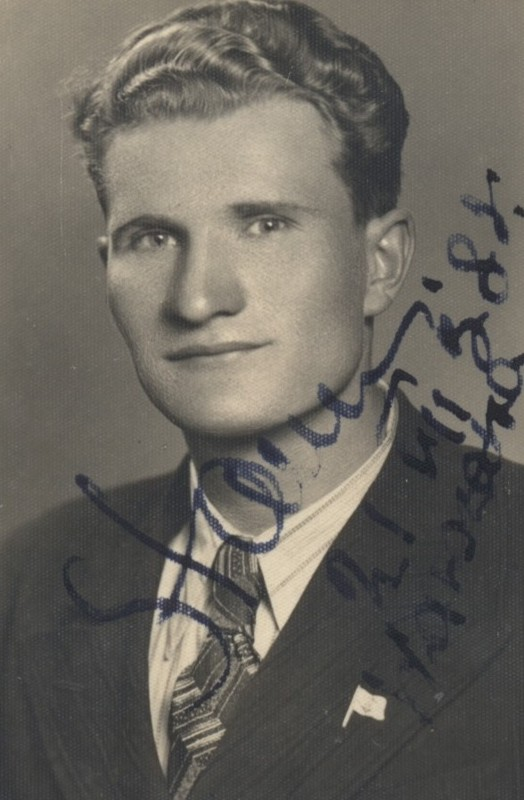
Jan Staniszewski, 1946

Jan Staniszewski (* 18. Mai 1913; † 23. Juli 1994) war ein polnischer Mittelstreckenläufer.
Bei den Europameisterschaften wurde er 1938 in Paris Sechster über 1500 Meter, und 1946 in Oslo schied er über 800 sowie über 1500 Meter im Vorlauf aus.
1938 und 1939 wurde er jeweils über 800 und 1500 Meter Polnischer Meister.
Seine persönliche Bestzeit über 1500 Meter von 3:54,2 min stellte er am 9. August 1938 in Oslo auf.